# 白城沼泽蝗
白城沼泽蝗（学名：Mecostethus baichengensis），一种发现于中华人民共和国吉林省白城市的昆虫，隶属于蝗科沼泽蝗属。

## 形态特征
正模标本为雄性成虫，体长24.4毫米。身体呈黄褐色。头顶背面有两条弧形纵纹，前胸背板褐色。后足股节黄褐色，外侧上隆线近缘具暗色纵条纹，膝部黑色，后足胫节黄色，基部黑色。前、中足跗节背面黑褐色。前翅亚前缘脉和径脉基部黑褐色，后翅翅脉烟黑色。前后翅端部黑色。